# Tindouf

Tindoufs läge i Algeriet.

Tindouf (arabiska تندوف) är en stad i Saharaöknen i västra Algeriet och huvudort för provinsen med samma namn.
Staden växte från en obetydlig nomadbosättning efter anläggandet av algeriska militär- och flygbaser i området, som ligger nära de västsahariska, mauretanska och marockanska gränserna. Folkmängden i kommunen uppgick till 45 966 invånare vid folkräkningen 2008, varav 45 610 bodde i centralorten.
Tindouf är mest känd för att vara samlingspunkt för den fördrivna ursprungsbefolkningen från Västsahara, med 90 000–165 000 människor samlade i flyktingläger utanför staden. Dessa läger är också bas för den västsahariska befrielserörelsen Front Polisario och exilregeringen för Sahariska Arabiska Demokratiska Republiken (SADR).